# Любляниця (Мартинська Вес)
Любляниця (хорв. Ljubljanica) — населений пункт у Хорватії, у Сисацько-Мославинській жупанії у складі громади Мартинська Вес.

## Населення
Населення за даними перепису 2011 року становило 31 осіб.
Динаміка чисельності населення поселення:

## Клімат
Середня річна температура становить 11,19 °C, середня максимальна – 25,67 °C, а середня мінімальна – -5,79 °C. Середня річна кількість опадів – 888 мм.
| Клімат поселення                              | Клімат поселення | Клімат поселення | Клімат поселення | Клімат поселення | Клімат поселення | Клімат поселення | Клімат поселення | Клімат поселення | Клімат поселення | Клімат поселення | Клімат поселення | Клімат поселення | Клімат поселення |
| Показник                                      | Січ.             | Лют.             | Бер.             | Квіт.            | Трав.            | Черв.            | Лип.             | Серп.            | Вер.             | Жовт.            | Лист.            | Груд.            |                  |
| Середній максимум, °C                         | 6,53             | 8,58             | 13,19            | 17,61            | 22,81            | 25,67            | 24,33            | 23,57            | 19,81            | 14,78            | 9,32             | 5,01             |                  |
| Середня температура, °C                       | 0,39             | 2,40             | 7,01             | 11,48            | 16,66            | 19,50            | 20,98            | 20,24            | 16,50            | 11,40            | 6,00             | 1,69             |                  |
| Середній мінімум, °C                          | −5,79            | −3,76            | 0,87             | 5,29             | 10,48            | 13,34            | 17,66            | 16,91            | 13,16            | 8,10             | 2,68             | −1,68            |                  |
| Норма опадів, мм                              | 54               | 51               | 59               | 70               | 79               | 91               | 79               | 84               | 81               | 84               | 88               | 68               |                  |
| Середньомісячна швидкість вітру, м/с          | 1.80             | 2.00             | 2.43             | 2.30             | 2.10             | 1.95             | 1.90             | 1.70             | 1.70             | 1.80             | 1.90             | 1.90             |                  |
| Середньомісячна сонячна радіація, кДж/м²·день | 4208             | 6970             | 10709            | 15179            | 19377            | 21425            | 22504            | 19564            | 14419            | 8846             | 4673             | 3418             |                  |
| --------------------------------------------- | ---------------- | ---------------- | ---------------- | ---------------- | ---------------- | ---------------- | ---------------- | ---------------- | ---------------- | ---------------- | ---------------- | ---------------- | ---------------- |
| Джерело:                                      |                  |                  |                  |                  |                  |                  |                  |                  |                  |                  |                  |                  |                  |